# John Isner
John Robert Isner (Greensboro, Sjeverna Karolina, 26. travnja 1985.) umirovljeni je američki tenisač. S visinom od 206 cm jedan je od najviših tenisača na ATP Touru.
Isner se tenisom profesionalno bavi od 2007. Od 2010. reprezentativac je SAD-a u Davisovu kupu. Trener mu je Craig Boynton.

## Najduži teniski susret u Open eri
Isner je, kao 23. postavljeni igrač u Wimbledonu 2010., u prvom kolu igrao protiv kvalifikanta Nicolasa Mahuta. Isner je dobio susret rezultatom 6:4, 3:6, 6:7(7), 7:6(3), 70:68, pri čemu je postavio rekord u broju as servisa. Isner je servirao 112, a njegov protivnik Mahut 103 asa, čime su obojica srušili stari rekord u vlasništvu Ive Karlovića.
Susret je trajao od 22. do 24. lipnja 2010., ukupno 11 sati i 5 minuta igre.

## Vanjske poveznice
- Službena stranica (engl.)
- John Isner na stranici ATP-a (engl.)

### Ostali projekti
|  | Zajednički poslužitelj ima još gradiva o temi John Isner |